# Caracolera (recipiente)

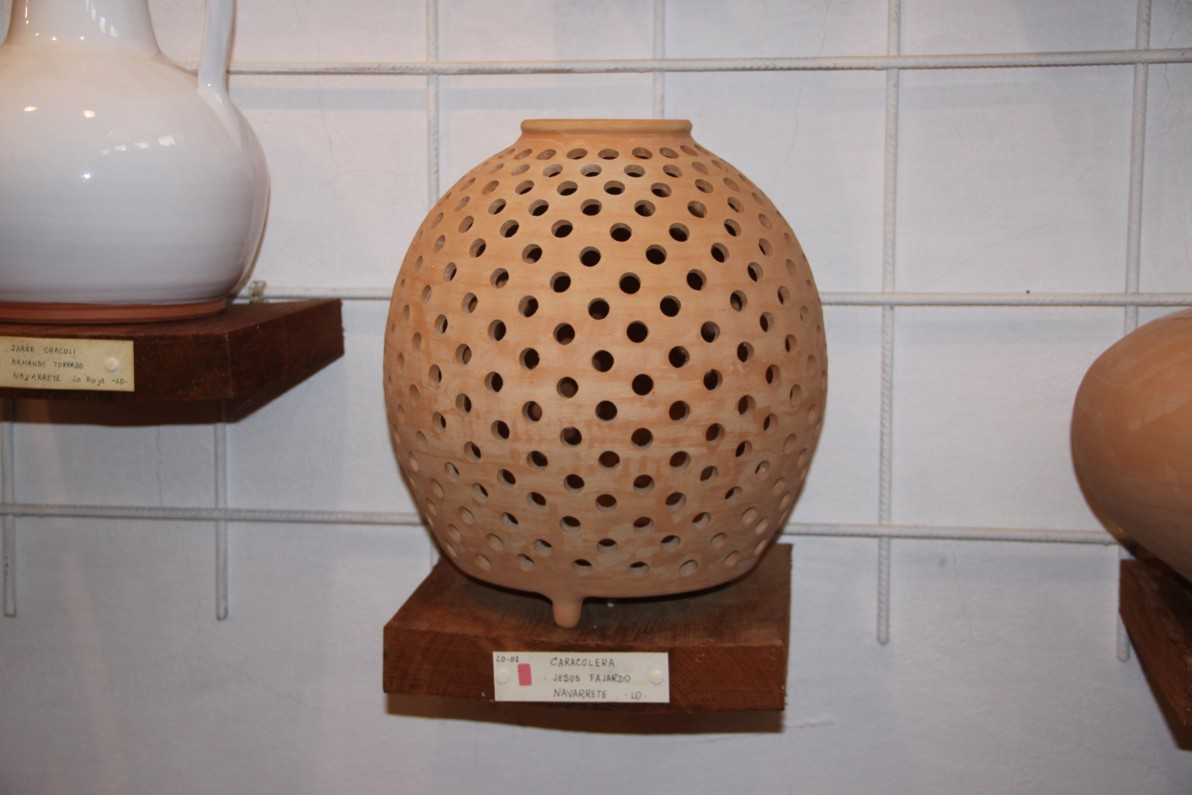
Caracolera. Navarrete (La Rioja, España). Museo de cerámica de Chinchilla de Montearagón.

Caracolera, como recipiente de barro, se llama a la vasija agujereada que se emplea para conservar vivos los caracoles recogidos hasta el momento de ser cocinados. Es la alternativa alfarera a los tradicionales cestos de mimbre.
Morfológicamente, la caracolera presenta el mismo perfil que una orza con tapadera o una olla agujereada. En España, su fabricación en alfares de obra sin vidriar (alfarería de basto), fue común en muy diferentes zonas, y aún se trabaja en centros tanto del interior (Soria, Valladolid), como del litoral (Alicante, Mallorca).